# Armée de terre (equipa ciclista)
Armée de terre (oficialmente Équipe cycliste Armée de terre, código UCI ADT) é uma equipe de ciclismo francês de categoria UCI Continental. É patrocinada pelo Exército de Terra Francês e todos os ciclistas são soldados profissionais. Depois de competir com sucesso na estrutura amadora francesa, a equipe foi registrada como uma equipe a nível Continental no começo da temporada de 2015 no ciclismo de estrada.